# Fort Raymond
Fort Raymond var en handelsstation verksam 1807-1813 vid sammanflödet av Yellowstonefloden och Bighorn River i nuvarande Montana.

## Pionjärexpeditionen
På våren 1807 ledde Manuel Lisa en grupp om 50-60 män på en handelsexpedition från St. Louis uppför Missourifloden. På väg uppströms mötte de John Colter vilken hade lämnat Lewis och Clarks expedition på dess väg hem. Efter att ha tillbringat en tid som trapper i Klippiga Bergen var han nu på väg tillbaka. Vid mötet med Lisas expedition beslöt han sig dock för att sluta sig till den. 

## Fortet byggs
Vid mitten på november hade Manuel Lisas expedition nått Yellowstoneflodens och Bighorn Rivers sammanflöde i nuvarande Montana. Där började man bygga en handelsstation, Fort Raymond. Det var en plats som var nära kråkindianernas vintervisten och därmed bra för pälshandeln. På stället fanns gott om byggnadsvirke och bränsle fanns även i form av kol.

## Den andra expeditionen
Manuel Lisa återvände 1808 till St. Louis, där de pälsverk han medförde övertygade stadens entreprenörer om att hans idé var lönsam. Ett pälshandelsbolag, Saint Louis Missouri Company bildades och en ny handelsexpedition utrustades. Denna var också under Lisas ledning, men företogs i det nya bolagets regi. Förutom Lisa deltog även flera av bolagsmännen, bland annat Pierre Menard, William Morrison och Andrew Henry. På våren 1810 lämnade Andrew Henry och Pierre Menard, med John Colter som vägvisare, Fort Raymond och byggde en handelsstation kallad Fort Henry vid Three Forks i nuvarande Montana. Detta fort övergavs dock efter några månader på grund av fientligheter från svartfotsindianerna. Flera av fångstmännen dödades och John Colter tvingades vandra naken och barfota 300 km tillbaka till Fort Raymond.  

## Den tredje expeditionen
Under tiden hade Manuel Lisa återigen återvänt till St. Louis; Pierre Menard tog sig tillbaka till staden för att meddela honom att fångstmännen hade dödats och Fort Henry hade övergivits. Lisa utrustade då en undsättningsexpedition. När den nådde Fort Raymond visade det sig att ett ansenligt lager av pälsverk hade samlats i Fort Raymond och Lisa och Andrew Henry återvände till St. Louis med stora affärsmässiga förväntningar på framtiden. Men 1812 års krig kom emellan och Fort Raymond övergavs antingen 1812 eller 1813.